# Женская сборная Ганы по хоккею на траве
Женская сборная Ганы по хоккею на траве — женская сборная по хоккею на траве, представляющая Гану на международной арене. Управляющим органом сборной выступает Ассоциация хоккея на траве Ганы (англ. Ghana Hockey Association).
Сборная занимает (по состоянию на 1 января 2015) 30-е место в рейтинге Международной федерации хоккея на траве (FIH).

## Результаты выступлений

### Мировая лига
- 2012/13 — 27-е место (выбыли во 2-м раунде)
- 2014/15 — ?? место (выбыли в 1-м раунде)

### Всеафриканские игры
- 1995 — 6-е место
- 1999 — не участвовали
- 2003 — 4-е место

### Чемпионат Африки по хоккею на траве
- 1990—1998 — не участвовали
- 2005 —
- 2009 —
- 2013 —

### Чемпионат мира (молодёжные команды)
- 1989—2009 — не участвовали
- 2013 — 16-е место